# 凱西·雷白克
凱西·雷白克（英語：Casey Ryback）是美國動作片《魔鬼戰將》（1992年）及其續集中的虛構英雄，由史蒂芬·席格飾演。雷白克曾經是海豹部隊的軍士長，退役後任職廚師。他精於武術，擅長使用爆破、特殊武器及戰術，也是徒手格鬥的大師，對各種槍械瞭如指掌，亦會使用格鬥軍刀或菜刀輕易制服恐怖份子。

## 受歡迎程度及影響
凱西·雷白克是1990年代美國動作片的代表，與《虎膽龍威》系列中的約翰·麥克連齊名，亦有影評人認為他太過強，近乎打不死，而且往往可以非常輕易地打敗對手。
2018年第一季發佈的第一人称动作冒险游戏《孤岛惊魂5》，將會有一個名為凱西·席格（Casey Seagal）的角色，體格和外型上都與史蒂芬·席格非常類似，設定為的廚師和清潔工。